# Longboard

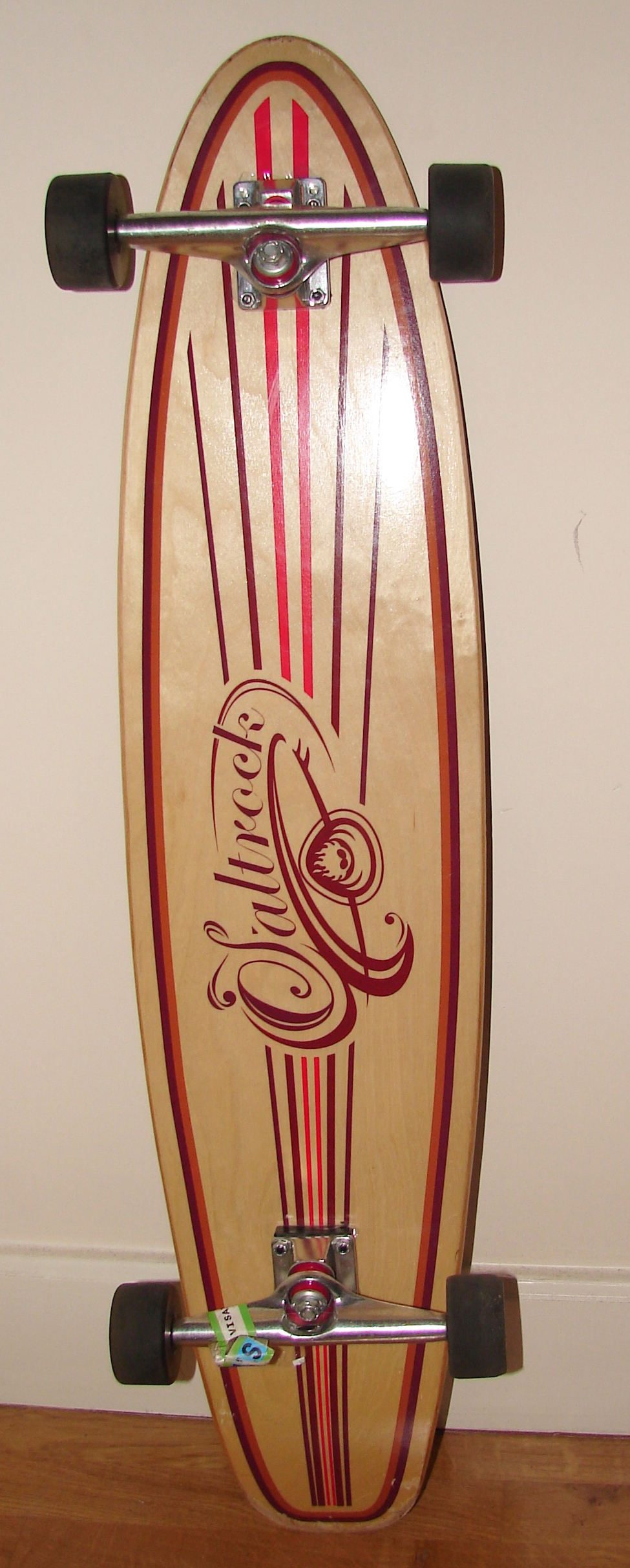
100 cm dlouhý longboard

Longboard je delší verze skateboardu. Jeho délka se většinou pohybuje okolo 1 metru, existují však větší i menší varianty (60–150 cm). Šířka se pohybuje kolem 19–25 cm s výjimkou i více. 
Oproti skateboardu má větší, širší a měkčí kola, díky nimž je stabilnější a má lepší přilnavost. Trucky, česky podvozek, umožňují zatáčet pohybem v pase (nakláněním), jsou širší a oproti běžným skateboardům mají tzv. reverse kingpiny, tedy osy otočené směrem ven. To rovněž přidává na stabilitě a umožňuje snazší zatáčení.
Využívá se na carving, cruising, downhill, dancing, sliding, freeride a freestyle.

## Historie
Skateboarding vznikl v 60. letech 20. století, kdy v okolí Santa Monicy a Venice Beach započal psát svou historii. Tehdejší surfaři hledali způsob dopravy na pláž a zábavu na dobu, kdy nejsou vlny. Postupným vývojem skateboardingu a se vznikem snowboardingu vzniklo něco, čemu už můžeme říkat longboard. Kolem roku 1973, kdy zhruba vznikl první klasický oboustranný skateboard, vznikaly i první invertní (longboardové) trucky. Tím se začal psát začátek longboardu.

## Typy
Mezi základní typy longboardů patří pintail, dropdeck/downhill a drop through. Dále pak existují i hybridní longboardy a cruisery.

## Nejznámější značky
Desky: Landyachtz Longboards, Rayne Longboards, Sector 9, Loaded, Moonshine MFG, Originalskateboards, DB Longboards, Fibretec, Madrid, Owl longboards (ČR), Mayhem Longboards (v ČR), Powell Peralta
Kola: Venom, Powell Peralta, Remember collective, Arbor, ABEC11, Landyachtz, Orangatang, R.A.D. Wheels, Blood orange.
Trucky: Area, Paris, BEAR, Caliber trucks, Luxe, Ronin trucks. 

## Využití

### Freeride
Freeride neboli volná jízda je disciplína zařaditelná mezi pokročilejší druh sjezdu. Jezdí se na menších kopcích a hodí se pro ni většina topmountových prken (klasické montování trucků) střední tvrdosti až tvrdé (často používané) s kvalitními (normální nebo precizní ale i poloprecizní) trucky a off-set nebo center-set kolečky okolo 70 mm průměru. Jízda je většinou do 50 km/h a jezdec při ní často využívá zatáčení prkna k brzdění pomocí oblouků nebo jde do slideingu i v zatáčkách.
Pro freeride se hodí mírně dlouhé a široké cesty (100×24 cm). Prostor pro jízdu se dá nalézt prakticky kdekoliv, určitě je třeba postupovat od menších kopců k větším. Nejčastějším úrazem na začátku je nezvládnutí brzdění prkna buď slidem či pomocí nohy (footbrake), proto se doporučuje věnovat základům co nejvíce času.
Ve světě je freeride chybně označován jako sliding.

### Sliding
Slidování se rozšířilo ze skateboardovému ježdění, skateboardisti to používali jako stylový způsob brzdění (power slide) takže se prakticky pro skate moc nevnik ale longboardisti pro to našli praktičtější použití kde primárně sloužilo pro stylové brzdění ve vysokých rychlostech. Nabízí široké spektrum triků a možností. Princip je jednoduchý je lepší se nejprve podívat na nějaká videa. Kolečka bývají užší s center-setem s tvrdostí 80a-86a. Slide jde provést na téměř každém prkně, povinnost je nosit helmu a speciální slide rukavice.
Prkna pro slidy prošla delším vývojem. Buď se požívají desky drop-through, které díky nízkému těžišti jsou stabilnější nebo klasický top-mount.
Pro začátek se pro slidy se hodí strmé a kratší kopce, aby jezdec rychle nabral rychlost a mohl brzdit. Záleží také na vhodném povrchu, aby silnice příliš nedržela kolečka. Pro slidy je třeba mít maximální kontrolu nad deskou. Sliding je cestou, jak se ve větší rychlosti naučit prkno používat k brzdění.

### Dancing/freestyle
Dancing je disciplína, která v sobě spojila prvky freestyle skateboardingu, starých triků na skateboardu a longboardingu. Jedná se o různé točivé pohyby, přechody z místa na místo po ploše prkna a elegantní pohyb při jízdě. Na začátku je těžší se naučit jakýkoliv trik.
Cesta k němu vede přes základy jízdy a je k ní už třeba vědět, kam a kdy přenést váhu a mít prkno celkově pod kontrolou. K tomu se využívají delší prkna okolo 45 palců (115 cm) a šířky okolo 10 palců (25 cm). Kola a trucky mohou být identické jako pro cruising. Pro dancing se doporučuje vždy použití přilby. K jeho provozování stačí větší betonová plocha umožňující prostor pro jízdu všemi směry. Triky se pak dají dobře kombinovat při jízdě z mírného kopce-pro zkušenější na začátek na velké rovné ploše. Zde se doporučuje i využití chráničů.

### Downhill
Královskou a nejprogresivnější disciplínou na longboardu je downhill neboli sjezd. Ta využívá naplno gravitace a schopnosti aerodynamicky zformovat tělo pro snížení odporu vzduchu. K této disciplíně se využívají kopce nad 10 stupňů sklonu. Jezdec se pohybuje rychlostí nad 80 km/h a horní limit prakticky neexistuje. Rekord je 143,6 km/h.
Pro sjezdy se využívají většinou kvalitní horské cesty či místa s velkým a dlouhým klesáním, aby byl jezdec schopen vyvinout potřebnou rychlost. Pro potřeby aerodynamiky se hodí a jsou doporučovány kožené kombinézy, které chrání celé tělo. Kvůli nebezpečí úrazu se doporučuje tzv. Full-face helma neboli celouzavřená helma s předním krytem – visorem.
Prkna na downhill jsou tvrdá, aby měla stabilitu, mají větší prohnutí pro lepší zatáčivost a mají lepší konkávu a jsou dlouhá většinou okolo 90 cm. Trucky na downhill jsou spíše užší kromě odlévaných trucků se používají i trucky frézované (precizní) s lepšími jízdními a váhovými vlastnostmi, obě verze by měly mít downhill bushingy válcového tvaru. Používají se keramická ložiska, která mají menší odpor (např. Biltin Bearings). Kola pro downhill jsou většinou větší, širší a měkčí (např. Venom Magnum).
Protože se jedná o poměrně nebezpečnou jízdu, je třeba prkno plně ovládat a mít pod kontrolou, zvládat techniku freeridu, cruisingu, slidu a brzdění. Nikdy nelze jezdit bez helmy.
Downhill je jako jediná oficiální závodní disciplínou na longboardu. Organizace IDF pořádá každoročně světový pohár v longboardingu, který má zastávky prakticky po celém světě. Dokonce i v České republice. Závodí se vždy na čas a na prvenství systémem dvou nejrychlejších jezdců ze 4 ve skupině.